# بريدن بيرش
بريدن بيرش هو لاعب هوكي جليد كندي، ولد في 25 سبتمبر 1989 في هاميلتون في كندا.

## وصلات خارجية
- بريدن بيرش على موقع دوري الهوكي الوطني (الإنجليزية)
- بريدن بيرش على موقع EliteProspects.com (الإنجليزية)
- بريدن بيرش على موقع HockeyDB.com (الإنجليزية)